# Queijo do Pico

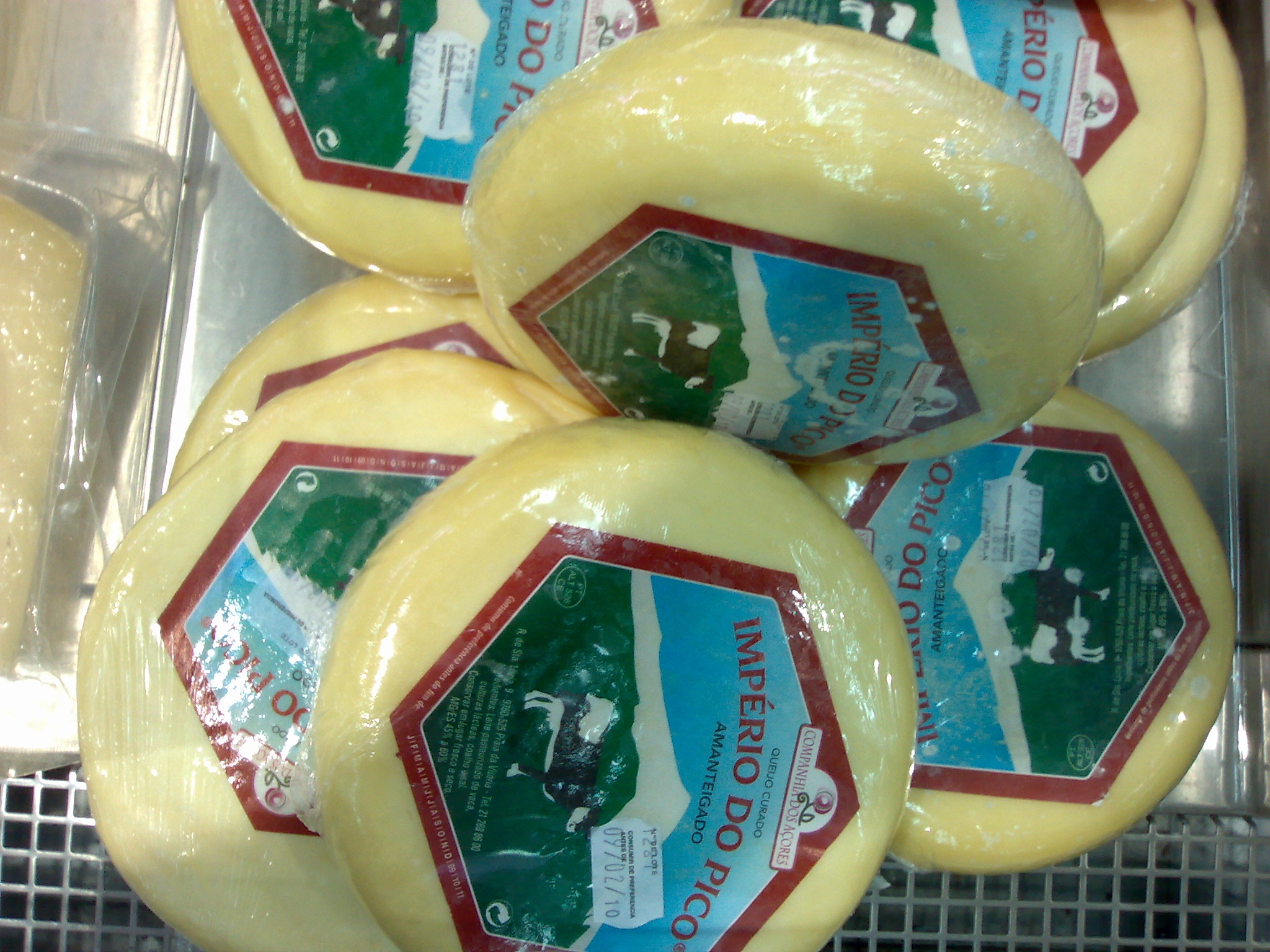
Queijo do Pico.

El queijo do Pico (en español: queso del Pico) es un queso portugués con denominación de origen protegida a nivel europeo.
Se trata de un queso de leche cruda de vaca producido en la Isla del Pico (Azores). Las vacas de cuya leche se hace este queso pastan libremente en pastos naturales o mejorados, con hierbas como raigrás perenne, raigrás anual, clavo, menta silvestre, helechos y celinda. Ya en documentos de 1867 y 1877 se menciona la producción de este queso. Se trata de un queso de forma cilíndrica plana. La corteza es amarilla. La textura es irregular. La consistencia es suave, pastosa. Su color es blanco amarillento. Tiene agujeros. Su olor es fuerte y característico. Se trata de un queso curado, de sabor salado e intenso. 